# Yeon Jei-min
Đây là một tên người Triều Tiên, họ là Yeon.
Yeon Jei-min (tiếng Hàn: 연제민; sinh ngày 28 tháng 5 năm 1993) là một cầu thủ bóng đá Hàn Quốc thi đấu ở vị trí trung vệ cho Busan IPark ở K League 2.

## Sự nghiệp
Yeon gia nhập Suwon Samsung Bluewings năm 2013 nhưng chỉ có 4 lần ra sân trong mùa giải ra mắt.
Anh chuyển đến Busan IPark theo dạng cho mượn vào tháng 7 năm 2014.